# Jodilly Pendre
Jodilly Ignacio Pendre (sinh ngày 29 tháng 4 năm 1993 tại Philippines) là một người Philippines người mẫu thời trang và nhân vật truyền hình. Cô được biết đến nhiều nhất nhờ sự xuất hiện của cô với tư cách là một thí sinh trong Asia's Next Top Model, nơi cô đại diện cho Philippnes.. Pendre tốt nghiệp từ Đại học Santo Tomas.

## Đời tư
Cô bắt đầu sự nghiệp của mình trong khi cô tham gia một cuộc thi sắc đẹp trong khuôn viên trường, tìm kiếm năm 2011 cho  Nhân vật lý tưởng Thomas . Tuy nhiên, cô đã không giành được danh hiệu, sau cuộc thi, đã quản lý các hợp đồng biểu diễn mô hình lớn hơn, bao gồm một phần ở Philippine Tuần lễ thời trang.
Pendre cũng đã được đặc trưng trong các trang của một số tạp chí thời trang, bao gồm cả một biên tập thời trang cho vấn đề tháng 8 năm 2013 của tạp chí Preview. Cô cũng xuất hiện trong chiến dịch thiết kế bộ sưu tập giày Hanami của nhà thiết kế Rajo Laurel năm 2012 cho thương hiệu lớn Paris.

## Asia's Next Top Model
Pendre là một trong những người đại diện trong Asia's Next Top Model.
Trong chương trình, Pendre là một trong những người mẫu được yêu thích nhất. Cô được khen ngợi cho đi bộ đường băng duyên dáng của mình, và cho màn trình diễn xuất sắc của cô trong các buổi chụp, gây ấn tượng với các thẩm phán nhiều nhất, Joey Mead, Joey Mead-King. Subaru đã được đề cử cho danh hiệu Subaru. Glenn Tan của Subaru. Pendre thua cuộc cạnh tranh với một người mẫu 22 tuổi Sheena Liam, trở thành á quân của cuộc thi.

## Sự nghiệp
Pendre sau buổi trình diễn thực tế, cô đã biểu diễn tạp chí Metro tháng 6 năm 2014 và Circuit cùng với người mẫu Katarina Rodriguez. Cô cũng xuất hiện trên Tạp chí trực tuyến ICON và nhận được nhiều sự khác biệt trong các tạp chí khác nhau. Ngoài ra, một đại sứ thương hiệu của Subaru, PFW, và Giày dép và Phụ kiện Lyn, CC-OO và CPS Chaps of Benh Family.
Năm 2015, cô được chọn làm người mẫu trong Valentine Secret ở Jakarta. Ngoài ra, Pendre cũng đã tham gia vào Top Model của châu Á Asia's Next Top Model, tập 7, một phần trong giải Subaru của cô với tư cách là một đại sứ thương hiệu. Tạp chí EGALITE đã thu thập Pendre cùng với Katarina Rodriguez, Stephanie Retuya, Monika Santa Maria và Franchesca Lagua, để đề cập đến vấn đề tháng 6-7 / 2015 của công ty, Mùa hè! phiên bản. Ngoài ra, đi bộ cho Jerome Salaya-Ang trong Tuần lễ thời trang Philippines của Canada.